# Бартоломео Градениго
Бартоломео Градениго (на италиански: Bartolomeo Gradenigo) е петдесет и трети дож на Република Венеция от 1339 г до 1342 г.
Произлизащ от стара знатна фамилия, Градениго от много млад се занимава активно с политика и търговия с Ориента. Вече възрастен и изключително заможен, той изглежда се решава да се раздели с някаква част от богатството си, за да привлече на своя страна поддръжници, които да му осигурят избирането му на поста. Така на 7 ноември 1339 г. Градениго е избран за дож и управлява три години, изпълнени като цяло с мир и без значими войни като изключим няколко бунта на Крит и няколко стълкновения с османците. По време на управлението си той разширява до такава степен влиянието и богатството на собственото си семейство, че малко преди смъртта му Съветът забранява на дожовете да злоупотребяват с властта си по този начин.
Бартоломео Градениго се жени два или три пъти и има общо шест сина, които също се занимават с търговия.